# Pratapgarh (stad in Uttar Pradesh)
Pratapgarh is een nagar panchayat (plaats) in het district Pratapgarh van de Indiase staat Uttar Pradesh.
De plaats wordt dikwijls verward met de nabijgelegen stad Bela Pratapgarh.

## Demografie
Volgens de Indiase volkstelling van 2001 wonen er 12.339 mensen in de stad Pratapgarh, waarvan 52% mannelijk en 48% vrouwelijk is. De plaats heeft een alfabetiseringsgraad van 52%.